# Mehrzweckflugzeug

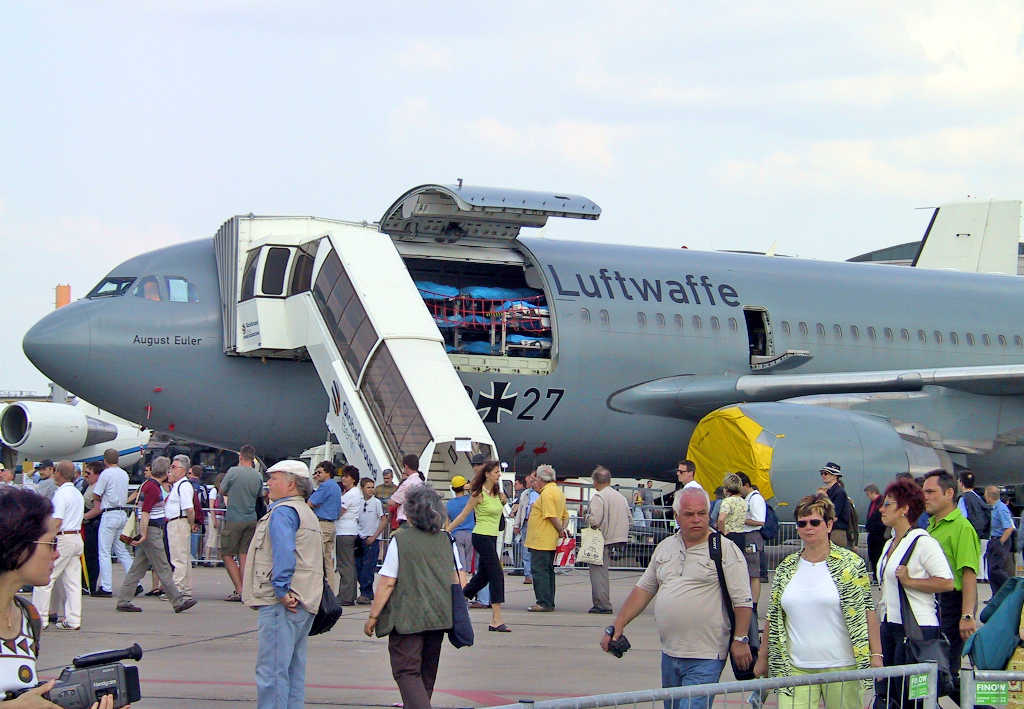
A310-304 MRT MedEvac der Luftwaffe

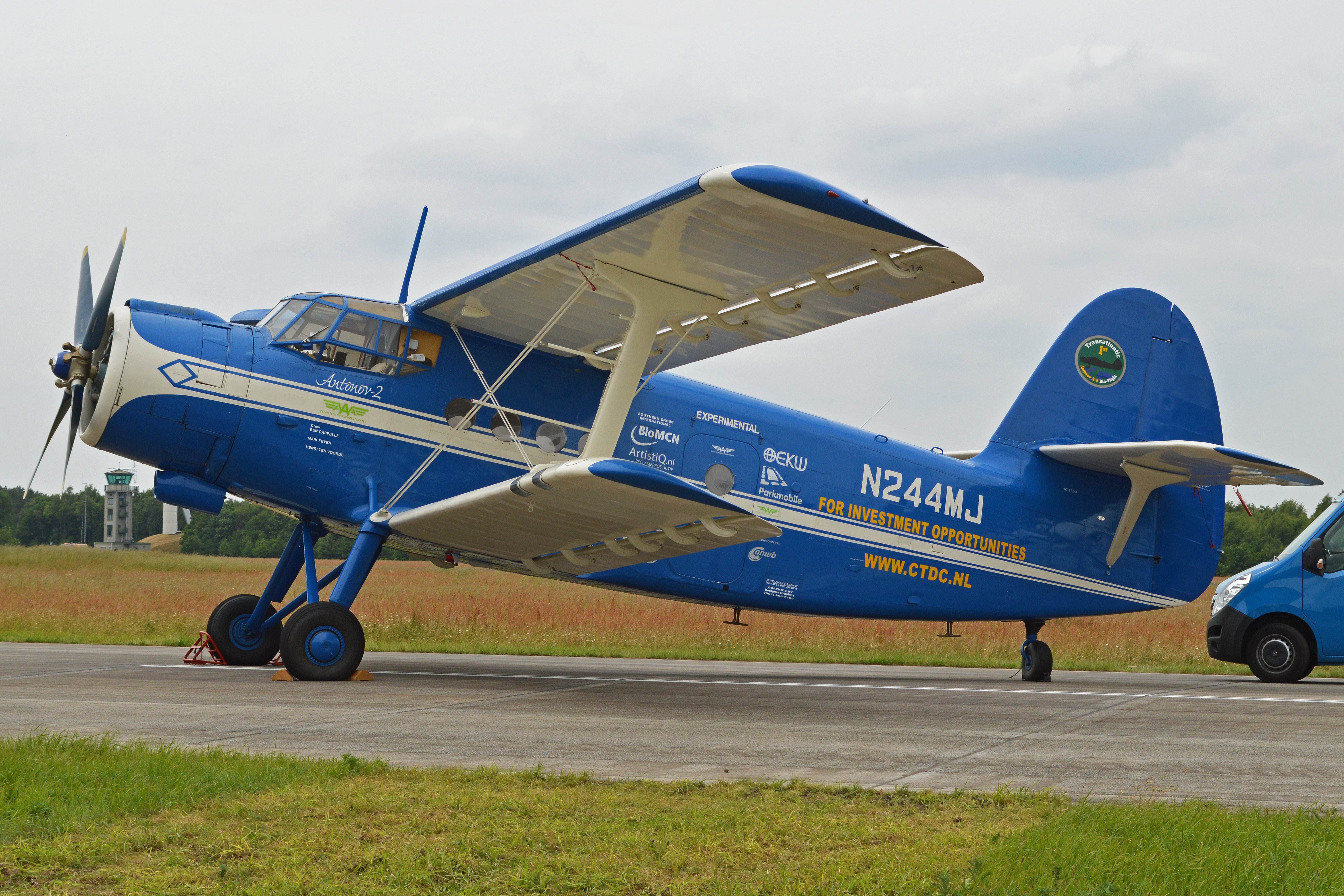
Antonow An-2

Ein Mehrzweckflugzeug (im Englischen als multi-role, multi-purpose oder utility aircraft bezeichnet) ist ein ziviler oder militärischer Flugzeugtyp, der nicht für einen einzigen oder sehr eng begrenzten Einsatzbereich (z. B. als träger- oder landgestützter Typ, als Bomben- oder Transportflugzeug) konzipiert ist, sondern in sehr unterschiedlichen Anwendungsbereichen eingesetzt werden kann. Bei diesen Typen können zusätzlich für bestimmte Einsatzbereiche spezifische An- oder Umbauten und Zuladungen erfolgen. Besonders für Hubschrauber war dieses Konstruktionsprinzip von Anfang an typisch.
Moderne Flugzeuge werden in ihrer Grundversion häufig als Mehrzweckversion geplant und je nach Einsatzbereich als erweiterte Bautypen produziert. Dies findet sich im militärischen Bereich beispielsweise für Mehrzweckkampfflugzeuge, die zugleich als Jäger, Aufklärer oder leichter Bomber eingesetzt werden können oder Tankflugzeuge, die zugleich als Truppentransporter oder Frachtflugzeuge ausgerüstet sind.

## Beispiele für Mehrzweckflugzeuge
- Airbus A310 MRT
- Antonow An-2
- Beechcraft  Model 50
- Berijew Be-32
- Boeing 767
- Cessna 195
- Dornier Do 27
- Dornier Do 28
- Embraer KC-390
- Iljuschin Il-214